# Àguila pitnegra
L'àguila pitnegra o àguila mora (Geranoaetus melanoleucus) és una espècie d'ocell de la família dels accipítrids (Accipitridae). Habita pastures i sabanes d'Amèrica del Sud, des de Colòmbia i Veneçuela, i des de l'est del Brasil, cap al sud, a través dels Andes de l'Equador, el Perú i Bolívia, el Paraguai i Uruguai, fins a Xile i Argentina fins a Terra del Foc. El seu estat de conservació es considera de risc mínim.
Anteriorment es considerava l'única espècie del gènere Geranoaetus.

## Zones de protecció de l'espècie
Una de les zones és el Parc provincial Ernesto Tornquist, al sud-oest de la Província de Buenos Aires.